# Niederaußem
Niederaußem ist ein Ortsteil der Kreisstadt Bergheim im Rhein-Erft-Kreis im Bundesland Nordrhein-Westfalen. Mit ihren rund 5.900 Einwohnern ist die Ortschaft einer der großen Ortsteile in Bergheim. Niederaußem war bis 1975 eigenständige Gemeinde und ist heute aufgrund des ab 1961 errichteten Kraftwerks Niederaußem auch überregional bekannt.

## Geografie

### Geografische Lage
Niederaußem liegt circa 18 km Luftlinie westlich von Köln in etwa 80 Metern Höhe über dem Meeresspiegel. Die höchste Niederaußemer Erhebung ist seit 2009, mit 128 Metern über N.N., die Bethlehemer Höhe im rekultivierten Tagebau Bergheim. Bis 2009 bildete die aus Abraum des Braunkohleabbaus aufgeschüttete Wiedenfelder Höhe mit 126,4 Metern den höchsten Punkt des Ortes. Durch Niederaußem floss der Bohnenbach, er ist heute kanalisiert. Der Gillbach entspringt am Kraftwerk Niederaußem, direkt an der Grenze zu Auenheim. Niederaußem liegt am Rand der Zülpicher Börde und auf den nördlichen Ausläufern des Villerückens, die ihrerseits zur Kölner Bucht gehören. Wirtschaftsgeografisch liegt Niederaußem im Rheinischen Braunkohlerevier.

### Nachbarorte
| Mönchshöfe        | Rheidt-Hüchelhoven | Büsdorf   |
| Auenheim          |                    | Glessen   |
| Wiedenfelder Höhe | Bergheim           | Oberaußem |

### Klima
Niederaußem liegt in der Übergangszone vom gemäßigten Seeklima zu Kontinentalklima mit milden Wintern und mäßig warmen Sommern. Die Jahresniederschläge liegen im guten Deutschlandmittel. Durch die Eifelbarriere liegt der Ort im Schutz und Regenschatten von Westwinden, die außerdem einen Föhneffekt bewirken können. Das Klima in Niederaußem wird zusätzlich von der Industrie beeinflusst. Im Winter kann die Temperatur daher etwas höher sein als in der Umgebung. Außerdem kann es zu Kühlniederschlag und Industrieschnee kommen, wobei Schneetage in Niederaußem eine absolute Seltenheit sind.

## Geschichte

### Vor- und Frühgeschichte

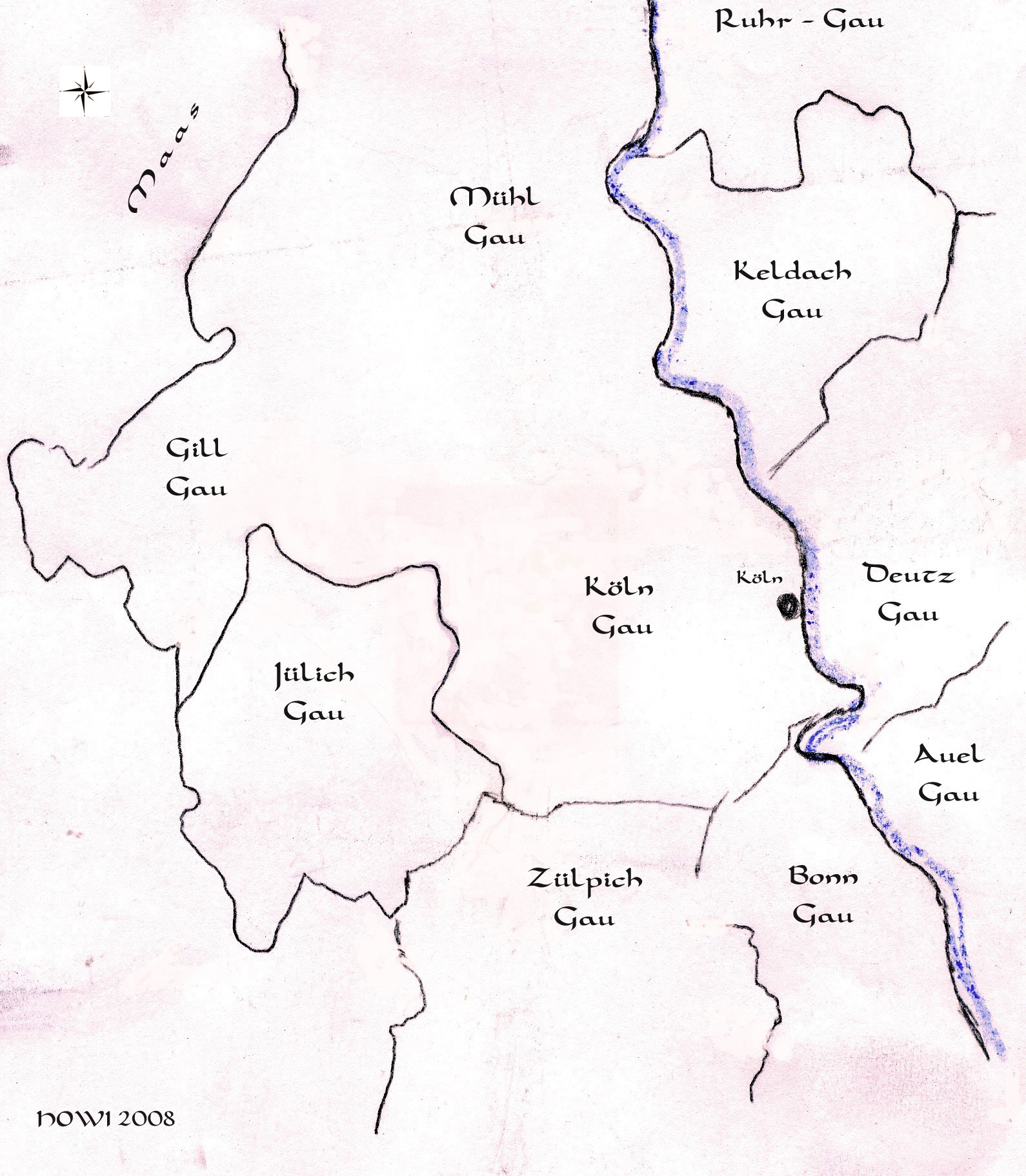
Die Karte zeigt die Gaue im Rheinland. Die Grenzen zwischen Gillgau und Kölngau (linker Kartenrand) sind unklar

Verschiedene Funde belegen menschliches Leben in Niederaußem schon in der jüngeren Steinzeit (4000 v. Chr.). Im Bethlehemer Wald ist bis in die 1950er Jahre nach Christus ein Grabhügelfeld erhalten geblieben. Es fiel dem Tagebau zum Opfer.
Im Gallischen Krieg um 50 v. Chr. übernahmen die Römer auch die Gebiete des heutigen Niederaußem. In den fruchtbaren Böden am Gillbach legten sie Einzelhofsiedlungen an. In der Gegenwart werden immer wieder römische Überbleibsel gefunden. Beim Bau der Brikettfabrik Fortuna-Nord wurden römische Grabkisten gefunden. Beim Bau der Barbaraschule in den 1950er Jahren fand man eine römische Wasserleitung, die bei Neubauten im Oberdorf immer wieder sichtbar wird.
In fränkischer Zeit wurden aus den Einzelhofsiedlungen Gehöftgruppen. Aus derselben Zeit stammen nach heutiger Erkenntnis auch der Ortsname und Patrozinium Niederaußems sowie der Fronhof Holtrop.

### Mittelalter

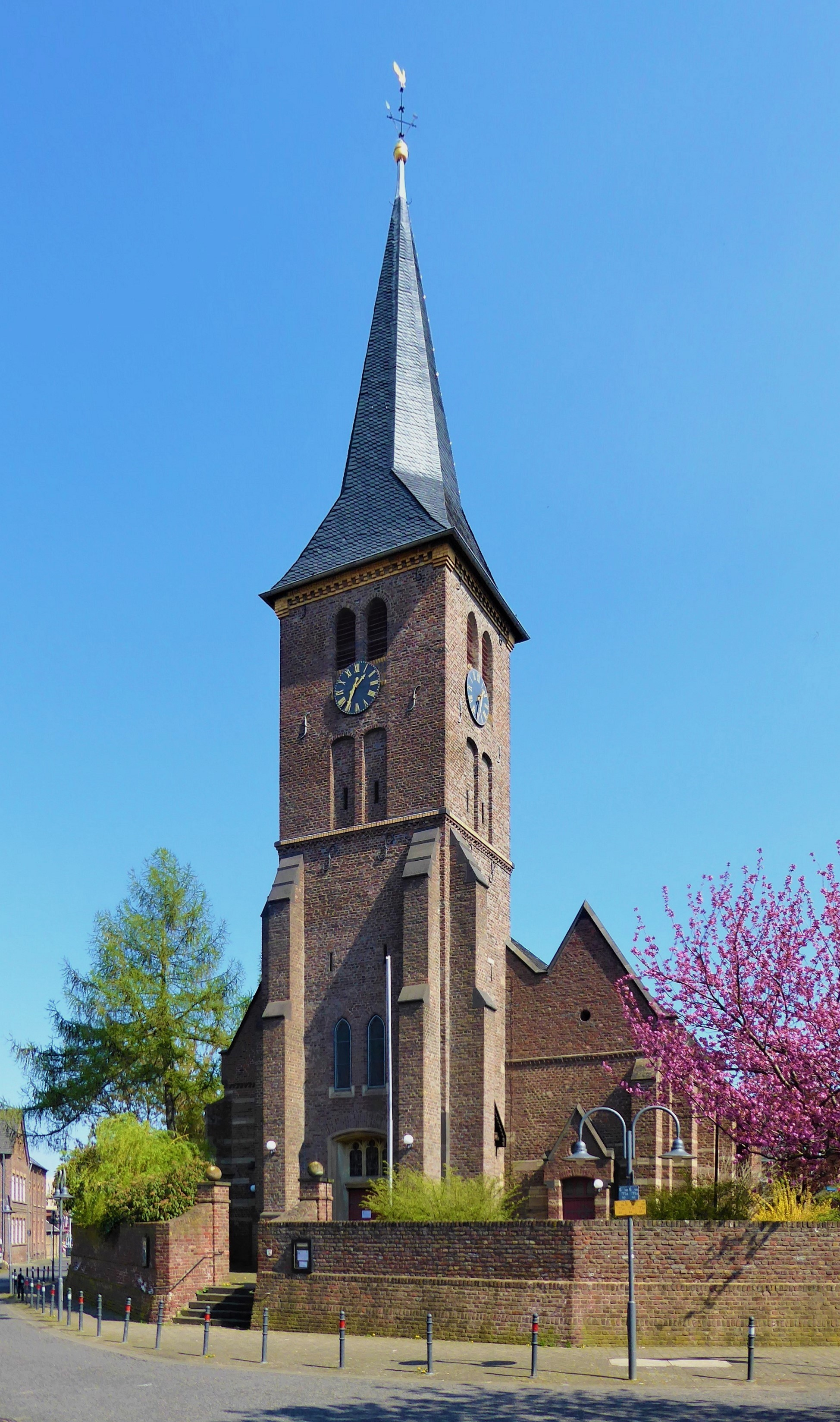
Kirche St. Johann Baptist in Niederaußem

Ende des 9. Jahrhunderts fielen die Normannen auch über Niederaußemer Gebiet her. Der Ort lag damals im Grenzgebiet zwischen Gillgau, Kölngau und Jülichgau. Der Fronhof Holtrop wurde niedergebrannt. Das veranlasste die Herren von Holtrop den Hof in Form eines Wohnturms beim Wiederaufbau zu befestigen. Es entstand die erste Burg Holtrop. Zum Ende des ersten Jahrtausend regiert Otto I. auch über die Niederaußemer Gebiete. Er gibt seine herzögliche Gewalt jedoch an den Kölner Erzbischof Bruno I. ab. Dieser erwähnt Niederaußem als „Ouleshem“ (Außem) erstmals in einer Urkunde im Jahr 962. Im Jahr 1028 fällt die Lehnshoheit über Niederaußem dann durch eine Schenkung des Pfalzgrafen Ezzo an die Reichsabtei Kornelimünster. Nach einem Diplom Ottos II. im Jahr 973 besaßen die Erzbischöfe von Köln weiterhin die Macht über die Gebiete, in denen auch Niederaußem liegt. Diese Macht ging nach der Schlacht von Worringen jedoch an die Grafschaft Jülich über, aus der später das Herzogtum Jülich hervorgeht. Über die Jahre entwickelte sich Niederaußem vom kleinen Weiler zum Bauerndorf. Bereits 1304 entstand die Kirche St. Johann Baptist anstelle einer fränkischen Kapelle, aus der die heutige Pfarrkirche hervorging. Das 16. Jahrhundert ist für die Niederaußemer von Kriegen, Plünderungszügen und Reformation geprägt. Im Krieg um Geldern wurde auch Burg Holtrop durch Truppen Kaiser Karls V. zerstört. In den Jahren 1582 bis 1589 wurde das katholische Niederaußem kurzzeitig Protestantisch.

### Neuzeit

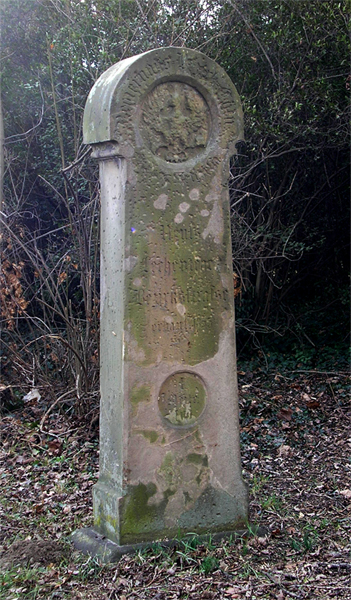
Preußischer Meilenstein am Ortseingang Niederaußem

Das 18. Jahrhundert wurde für Niederaußem friedlicher und dramatische Kriege blieben aus. Zwischen 1727 und 1738 wurde Burg Holtrop zu einem barocken Schloss umgebaut. Die Bevölkerungszahlen stiegen stetig an. 1798 hatte Niederaußem 259 Einwohner.
Im Oktober 1794 besetzten französische Truppen das Rheinland. 1798 wurde Niederaußem dem Département de la Roer eingegliedert und gehörte 20 Jahre lang zu Frankreich, bis das Erftland am 5. April 1815 dem Königreich Preußen einverleibt wurde.
Die Wandlung vom landwirtschaftlich geprägten Dorf zur Industriegemeinde vollzog sich ab dem frühen 19. Jahrhundert mit dem Fund der ersten Braunkohle. In unmittelbarer Umgebung taten sich die ersten Gruben auf und bei Oberaußem entstand zunächst die Brikettfabrik und später das Kraftwerk Fortuna in Bergheim-Fortuna. Da die neue Industrie Arbeiter brauchte, wechselten damals zahlreiche Menschen von der Landwirtschaft zur Kohle. Auch von außerhalb zog es Arbeiter an und Niederaußem wuchs.

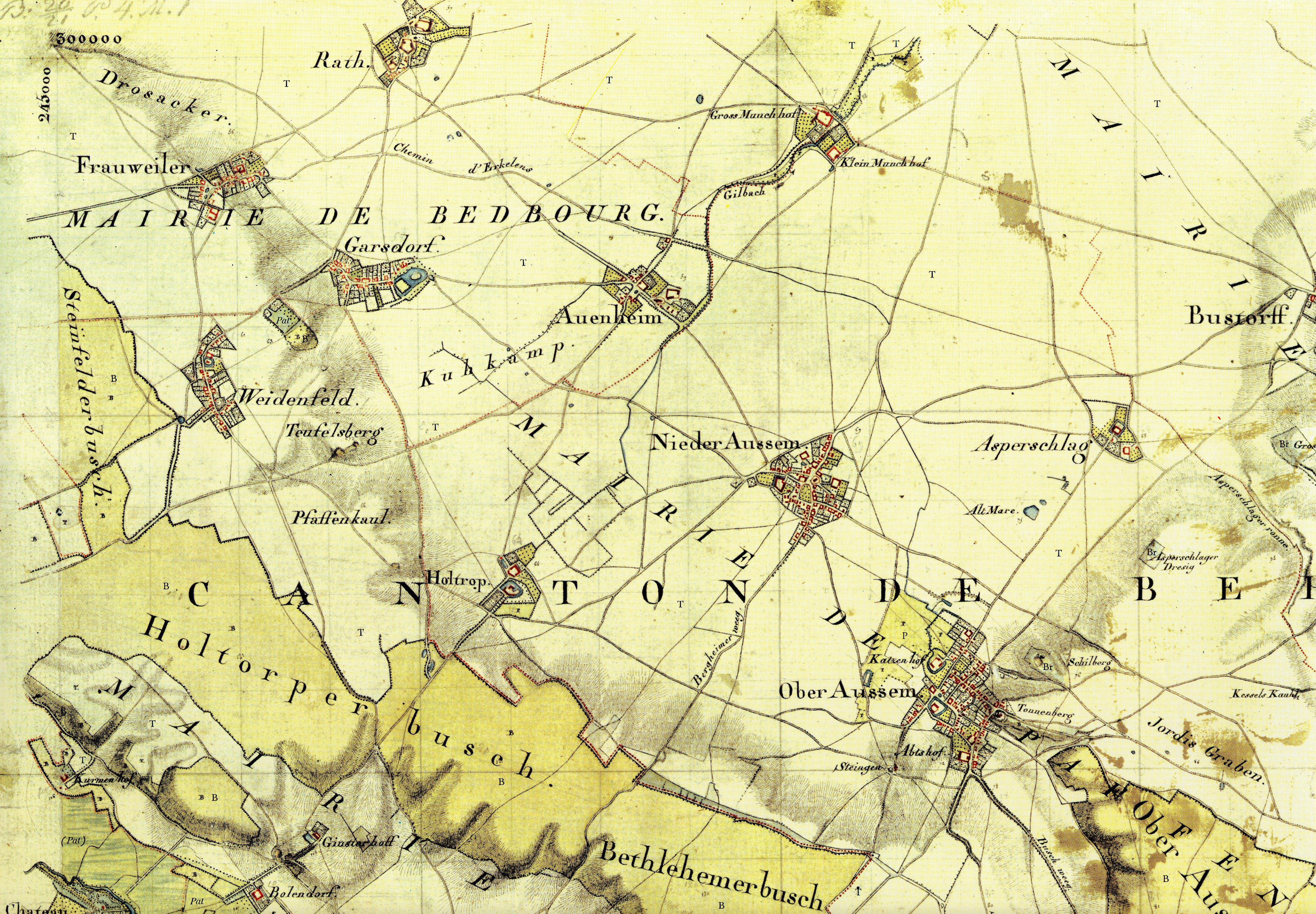
Niederaußem auf der Tranchotkarte
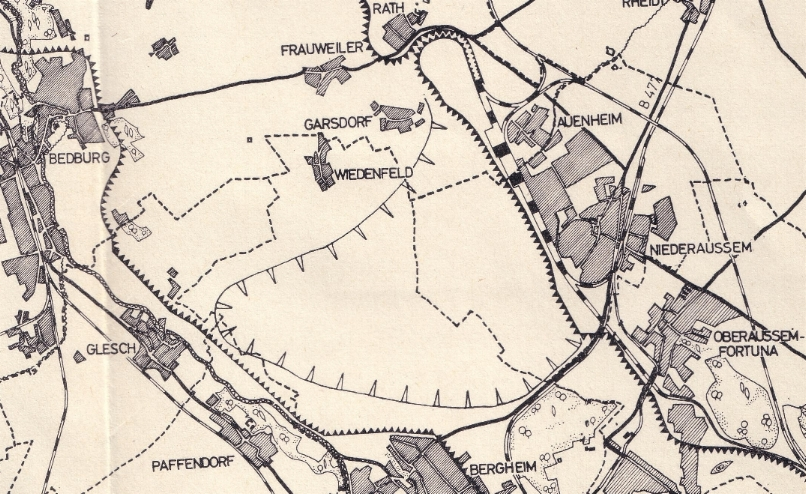
Der Tagebau Fortuna-Garsdorf südwestlich von Niederaußem

### 20. Jahrhundert

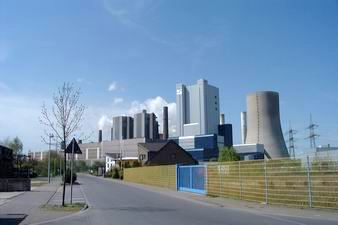
Nach dem Zweiten Weltkrieg wurde mit dem Bau des Kraftwerk Niederaußem begonnen.

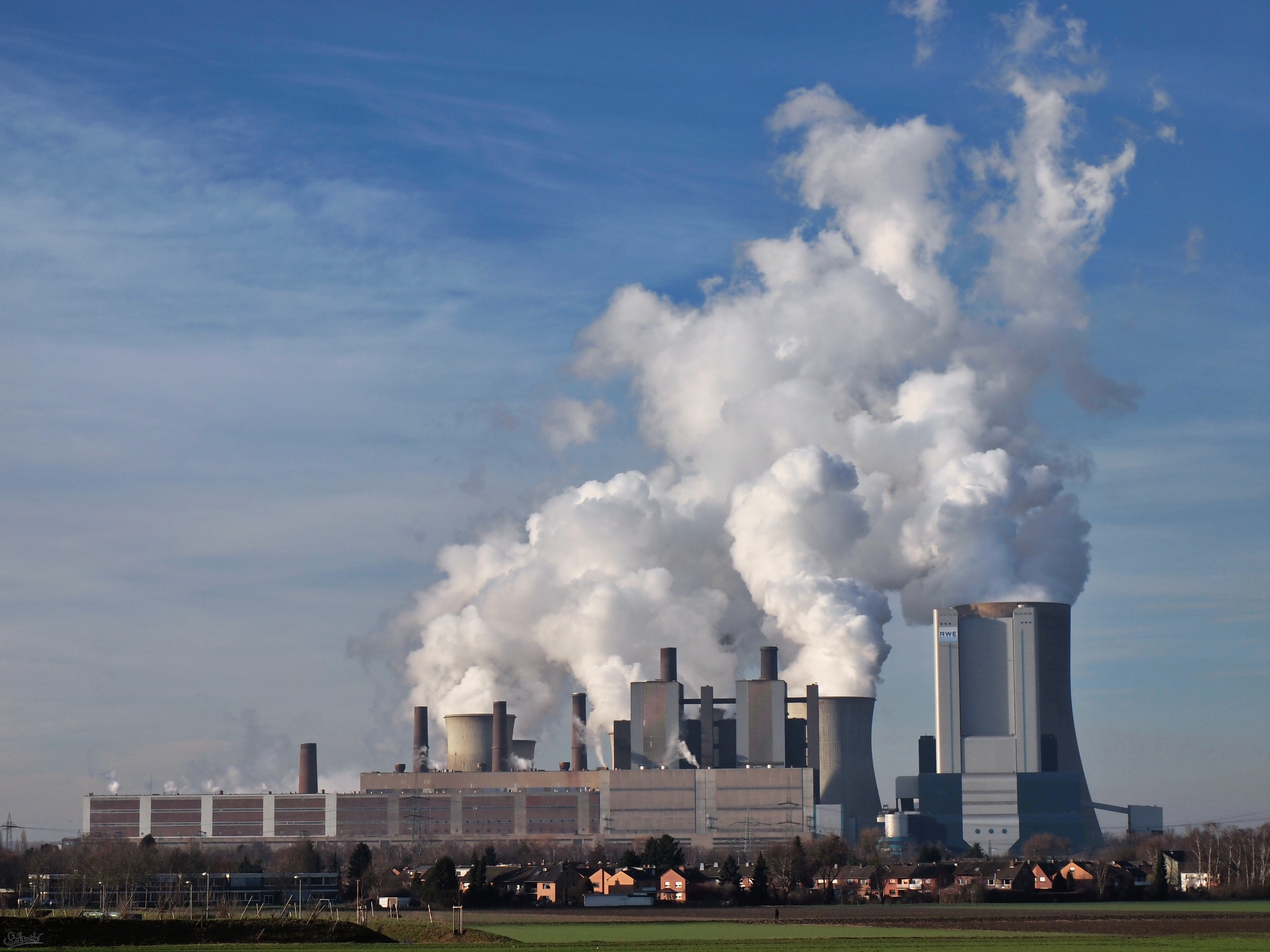
Kraftwerk Niederaußem 2011

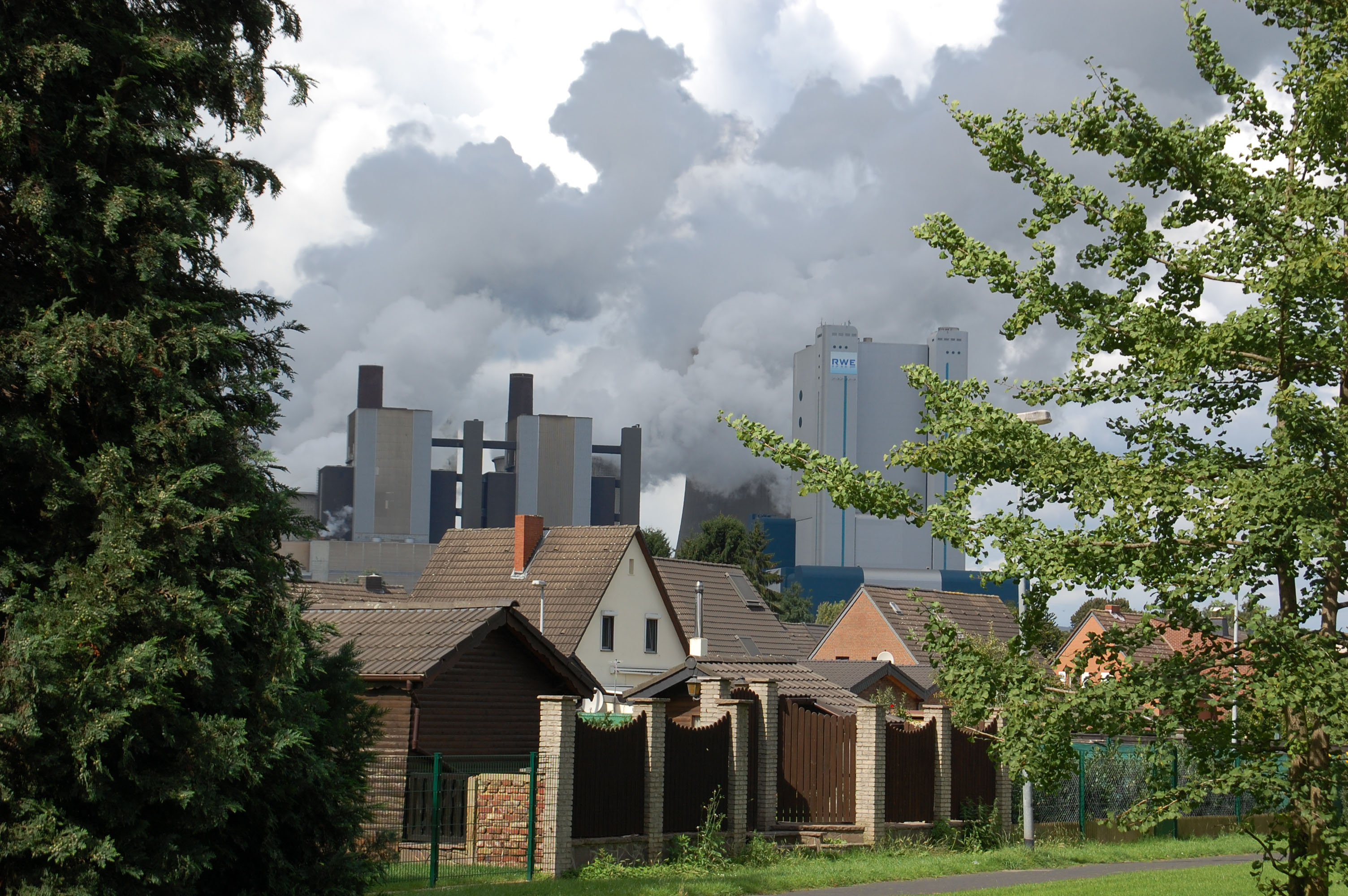
Wohnhäuser an der Ligusterstraße, im Hintergrund RWE-Kraftwerk Niederaußem

Das beginnende 20. Jahrhundert war in Niederaußem von enormem wirtschaftlichen Aufschwung durch die Braunkohleindustrie geprägt. 1904 erhielt der Ort einen Bahnanschluss. Mit dem Bau der Brikettfabrik Fortuna-Nord 1939/1941 (heute Kohleveredlungsbetrieb Fortuna-Nord) wurde das Niederaußem zum Industriestandort. Als Industriestandort wurde Niederaußem jedoch auch strategisch wichtiger Standort im Zweiten Weltkrieg. Besonders in den Jahren 1944 und 1945 wurde Niederaußem zum Opfer zahlreicher Bombenangriffe. Seinen Höhepunkt erreichte der Zweite Weltkrieg für die Niederaußemer im Februar 1945, als die Front auf Niederaußem zu rollte. Am 2. März 1945 um 14 Uhr wurde Niederaußem durch die Amerikaner eingenommen und besetzt. Die Bevölkerung musste bis zum 5. März in der Pfarrkirche ausharren, ehe ihnen erlaubt wurde, ihre Häuser wieder aufzusuchen.
Nach dem Krieg wurde die Industrie vor Ort erweitert. Der Tagebau Fortuna-Garsdorf, seinerzeit die größte Braunkohlengrube der Welt, wurde aufgeschlossen. Burg Holtrop fiel der Grube zum Opfer und wurde 1958 niedergelegt. Der Zuzug von Flüchtlingen aus den ehemaligen deutschen Gebieten im Osten ließ die Einwohnerzahl weiter steigen. Der Baubeginn für das Kraftwerk Niederaußem 1961 ist ein weiteres Kapitel Niederaußemer Industriegeschichte. Es wurde etappenweise erweitert, zum letzten Mal zwischen 1997 und 2002 mit der BoA-Anlage (Braunkohlekraftwerk mit optimierter Anlagentechnik). Heute ist das Kraftwerk Niederaußem eines der größten Braunkohlekraftwerke weltweit. Für die Gemeinde Niederaußem zahlte sich die Industrie aus. Dank großer Gewerbesteuereinnahmen war die Gemeindekasse gut gefüllt. Die Kommune gehörte zu den reichsten in Deutschland. Die Tennishalle, das Schwimmbad und einige Schulbauten zeugen von dieser Zeit. Am 1. Januar 1975 wurde die Gemeinde Niederaußem aufgelöst und in die Kreisstadt Bergheim eingegliedert.

### 21. Jahrhundert
Niederaußem wuchs weiter, die Tagebaue wurden ausgekohlt und rekultiviert. Der letzte Tagebau auf Niederaußemer Gebiet war 2012 komplett renaturiert. Durch Rationalisierungsmaßnahmen gingen beim Bergbau- und Kraftwerksunternehmen RWE/Rheinbraun zahlreiche Arbeitsplätze verloren. Die einstige Bindung zwischen Unternehmen und der Niederaußemer Bevölkerung verlor sich. Ein deutliches Anzeichen dafür wurden Proteste gegen Pläne zur Erweiterung des Kraftwerks.
Geplant wurde die Besiedlung des Baugebietes „Im Euel“, wo 2008 ein Einkaufszentrum eröffnet wurde. Vorgesehen war als Pilotprojekt eine umweltfreundliche „Wärmepumpensiedlung“; überdies sollten die Häuser ihre Energie aus Solaranlagen beziehen.

## Wappen

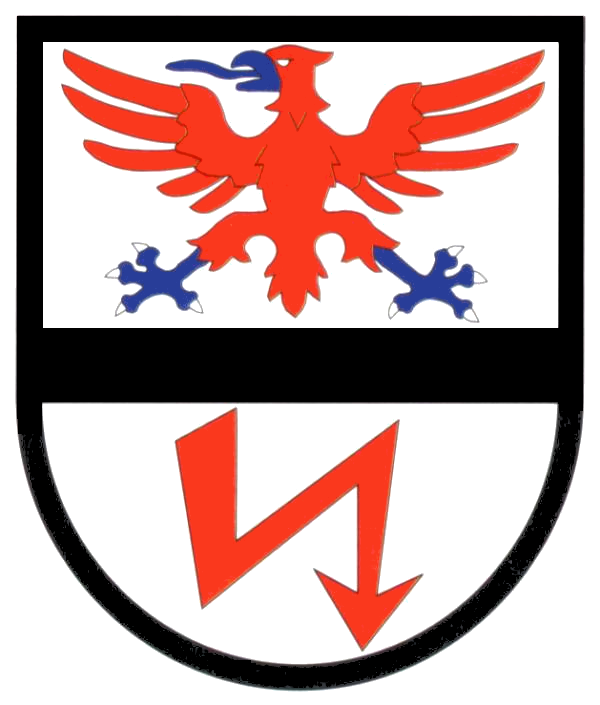
Ortswappen von Niederaußem

Aus den 1960er Jahren stammt das Niederaußemer Wappen. Der Holtroper Adler, in Anlehnung an die niedergelegte Burg Holtrop, soll die Geschichte des Ortes symbolisieren. Der schwarze Balken steht für den Bergbau und der Blitz für die Energieproduktion. Heute wird das Wappen von zahlreichen Vereinen und Einrichtungen vor Ort genutzt. Außerdem ist das Wappen Bestandteil der Niederaußemer Flagge. Die Fahnen und Banner, die das Niederaußemer Wappen auf rot-weißem Grund zeigen, sind auch für Privatpersonen zu erhalten und schmücken den Ort bei öffentlichen Anlässen und Feierlichkeiten, sowie in besonderem Maße während des Schützenfests.

## Religion

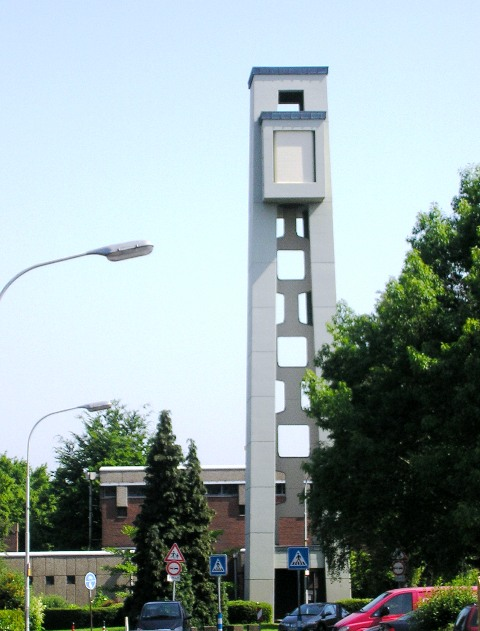
Niederaußem hat zwei katholische Kirchen. Die Kirche St. Paulus (hier im Bild) ist die Filialkirche von St. Johann Baptist.

Der zum Erzbistum Köln gehörende Ort war bis zum Zweiten Weltkrieg katholisch geprägt. Der Christliche Glauben ist in Niederaußem tief verwurzelt, zahlreiche Wegkreuze, Bilderstöcke aber vor allem das lebendige Gemeindeleben zeugen ebenso davon, wie die aufwendig gestaltete Fronleichnamsprozession, die alljährlich durch den Ort zieht. Niederaußem gehört zu den wenigen Orten seiner Größe, die zwei katholische Kirchen besitzen. Neben der Kirche St. Johann Baptist wurde als zweite katholische Kirche die Kirche St. Paulus im Neubaugebiet an der Paulusstraße errichtet. 2005 war Niederaußem mit großem Engagement am XX. Weltjugendtag in Köln beteiligt. Eine große Anzahl an Pilgern war im Ort untergebracht und am Kraftwerksparkplatz war ein zentraler Umsteigeort für Pilger auf dem Weg zu den Papstmessen. Die Busse pendelten direkt zwischen Niederaußem und dem Marienfeld.
Durch die Vertreibung aus den deutschen Ostgebieten entstand auch eine evangelische Gemeinde mit heute ca. 2100 Gläubigen. 1955 wurde die Erlöserkirche gebaut.
Ein besonderes Zeichen der gelebten Brüderlichkeit zwischen den Konfessionen erlebte man während der großen gemeinsamen Feierlichkeiten zu 700-jährigen urkundlich belegtem Bestehen der Christlichen Kirchen in Nieder- und Oberaußem im Jahr 2006.
Mit der steigenden Migrantenzahl wird auch der Islam in Niederaußem praktiziert. Die nächstgelegene Moschee befindet sich im Ortsteil Quadrath-Ichendorf.

## Infrastruktur

### Verkehr

#### Straße

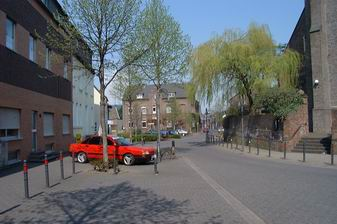
Alte Landstraße (die einstige Hauptstraße Niederaußems)

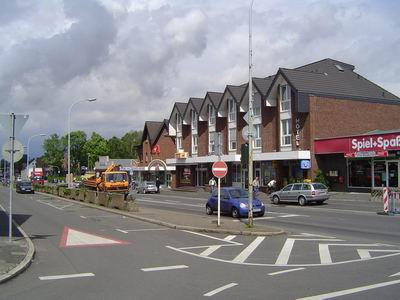
Dormagener Straße (B 477)

Historisch gesehen bildet die Alte Landstraße die einstige Hauptverkehrsader und „Nord-Süd-Achse“ Niederaußems. Heute hat der Ort, bedingt durch die Industrie, die relativ hohe Einwohnerzahl und die verkehrsgünstige Lage, ein hohes Verkehrsaufkommen.
Die B 477 führt direkt durch das Ortszentrum und bildet dort als Dormagener Straße die neue „Nord-Süd-Achse“ Niederaußems. Über diese Straße hat Niederaußem Anschluss an die Bundesautobahn 61. In fünf Kilometern Entfernung liegt die Autobahnauffahrt Bergheim/Elsdorf. Nach Osten wird der Verkehr über die Oberaußemer Straße (L 91) in Richtung Köln, Pulheim, Glessen und Oberaußem geleitet. Die Auenheimer Straße und die Werkstraße erschließen den Niederaußemer Westen und führen den Verkehr in Richtung Bedburg, Grevenbroich und Auenheim. Diese Straßen werden von der L 279, die an den Mönchshöfen entlang verläuft, entlastet. Es ist geplant, diese Straße in Richtung Osten zu erweitern und somit eine direkte Verbindung zur B 59 bei Stommeln zu schaffen, welche die Asperschlagstraße sowie Büsdorf und Fliesteden umgeht.
Von Bedeutung für den Innerörtlichen Verkehr sind noch die Paulusstraße und die Brieystraße, als östliche Nord-Süd-Verbindung und Zubringer zu den Schulen und Sportstätten. Die Asperschlagstraße verbindet Niederaußem und Büsdorf.

#### Schienenverkehr

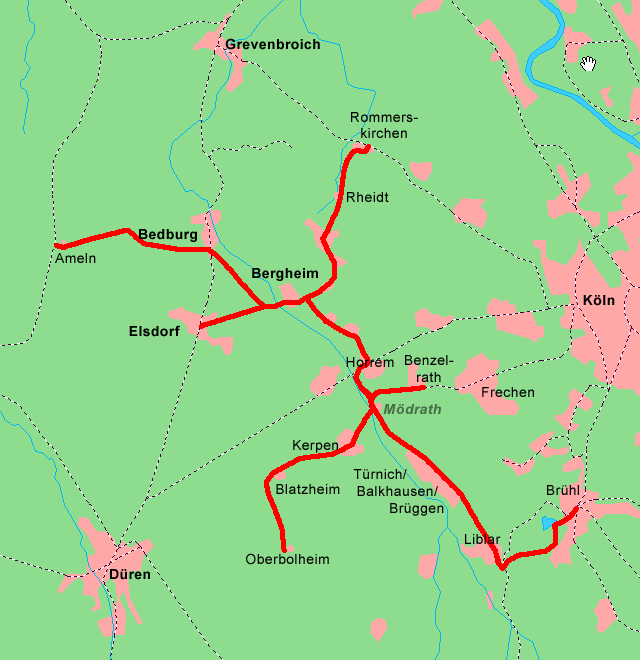
Das Netz der Bergheimer Kreisbahn

Niederaußem erhielt am 19. Dezember 1904 Bahnanschluss. Noch vor dem Ersten Weltkrieg war geplant, die durch den Ort führende Bahnstrecke als Umgehung des Bahnknotens Köln und Teil des strategischen Bahndamms zu erweitern. Dieses wurde jedoch nicht verwirklicht. Der Personenverkehr auf der Eisenbahnstrecke lief zunächst auf der Strecke Rommerskirchen – Rheidt/Hüchelhoven – Niederaußem – Oberaußem – Fortuna – Quadrath/Ichendorf, später verkehrten die Züge dann direkt zwischen Niederaußem und Bergheim. In den 1970er Jahren wurde der Personenverkehr eingestellt. Die Gleise in Richtung Bergheim fielen dem Tagebau zum Opfer.
Zwischen Niederaußem und Rommerskirchen wird die Strecke heute für den Gütertransport genutzt. Diese Strecke kreuzt in Niederaußem die Nord-Süd-Kohlebahn und die Hambachbahn.
- Weiteres zum Bahnverkehr in Niederaußem, siehe → Bergheimer Kreisbahn
- Weiteres zum Bahnverkehr in Niederaußem, siehe → Strategischer Bahndamm

#### Busverbindungen
Seit Einstellung des Nahverkehrs per Bahn läuft der ÖPNV ausschließlich per Bus. Niederaußem ist durch die VRS-Linien 923, 924, 961, 970, 971 und 972 der Rhein-Erft-Verkehrsgesellschaft an den öffentlichen Personennahverkehr angeschlossen. Zentraler Umsteigepunkt im Bergheimer Norden ist die Haltestelle „Niederaußem/Oberaußemer Straße“.
| Linie | Verlauf |
| ----- | --- |
| 923   | Stadtverkehr Bergheim |
| 924   | (Bergheim Bf – Oberaußem –) Niederaußem – Auenheim – Rath – Broich – Bedburg Rathaus – Bedburg Bf (– Bedburg Schulzentrum)                                      |
| 961   | Weiden West – Brauweiler – Abtei Brauweiler – Dansweiler – Glessen – Oberaußem – Niederaußem – Quadrath-Ichendorf – Kenten – Bergheim Bf (– Bergheim Kreishaus) |
| 970   | Bocklemünd (Stadtbahn) – Pulheim – Stommeln – Fliesteden – Büsdorf – Niederaußem – Oberaußem – Bergheim Bf (/ Quadrath-Ichendorf Bf)                            |
| 971   | (Bergheim Bf – Oberaußem –) Niederaußem – Rheidt-Hüchelhoven – Rommerskirchen Bf                                                                                |
| 972   | Schülerverkehr: (Weiden West –) Abtei Brauweiler – Fliesteden – Glessen – Büsdorf – Niederaußem – Oberaußem – Quadrath-Ichendorf – Kenten – Bergheim Bf         |

### Bildung

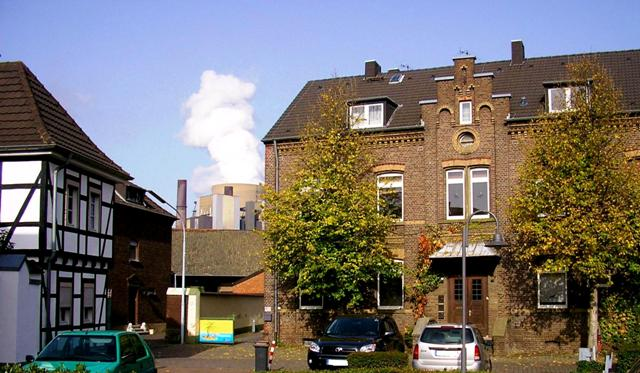
Alte Schule am Dorfplatz

Niederaußem ist mit folgenden Schulen ausgestattet: katholische Grundschule, Realschule an der Ortsgrenze zu Oberaußem und eine Förderschule mit dem Förderschwerpunkt Lernen. Außerdem sind Kindergärten und Sporteinrichtungen wie dem Hallenbad an der Brieystraße vorhanden.

### Konsum
Mit zahlreichen Lebensmittel- und Bekleidungsgeschäften ist der Ort Mittelpunkt für die umliegenden Orte. Jeden Mittwoch findet ein Wochenmarkt statt. Es gibt ein kleines Industriegebiet mit zahlreichen Unternehmen. Im Ort sind Bauunternehmen und ein Tabakwarengeschäft sowie Gärtnereien angesiedelt.

## Kultur

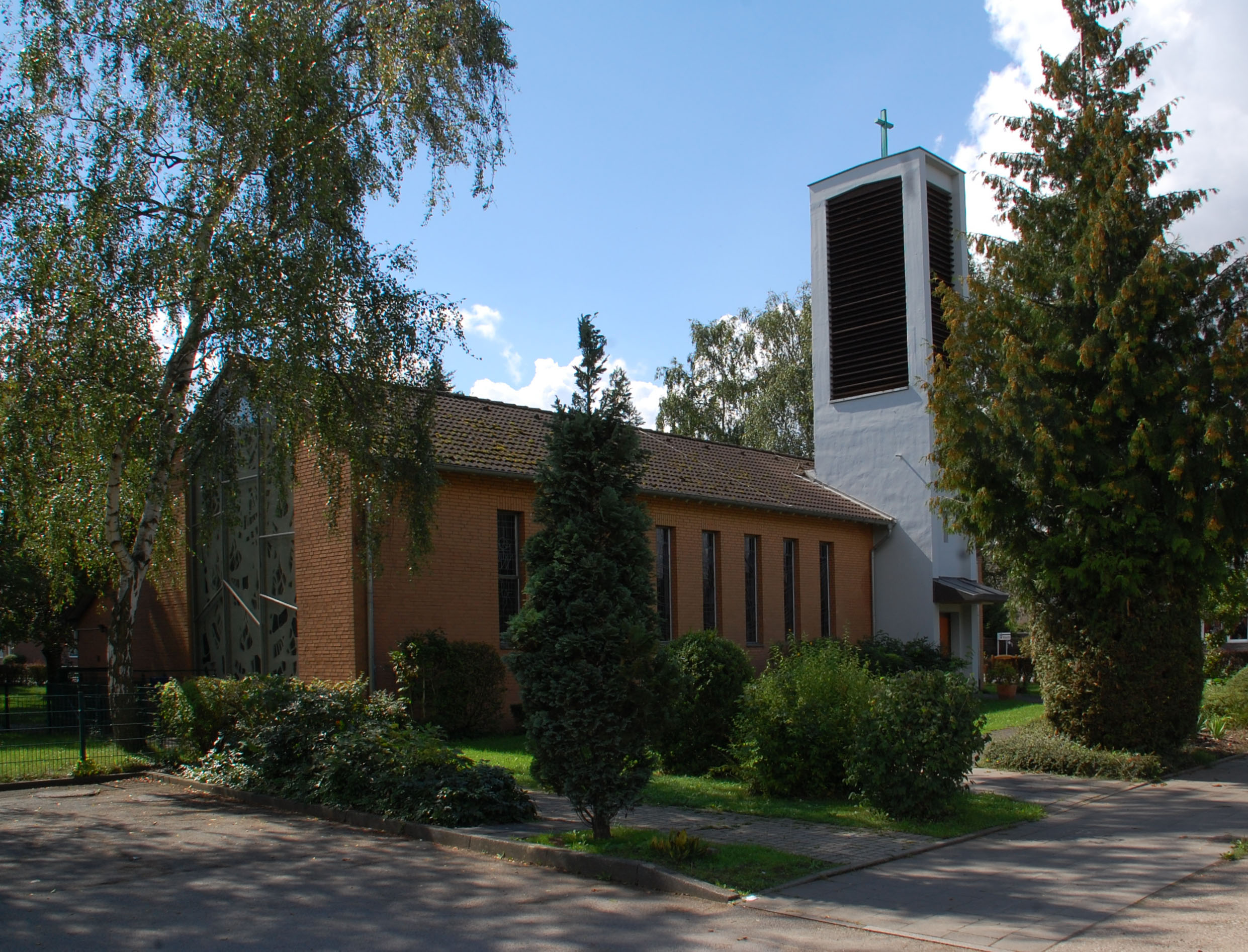
Die evangelischen Christen brachten neue Bräuche in das bis dahin katholische Niederaußem (Erlöserkirche in Niederaußem).

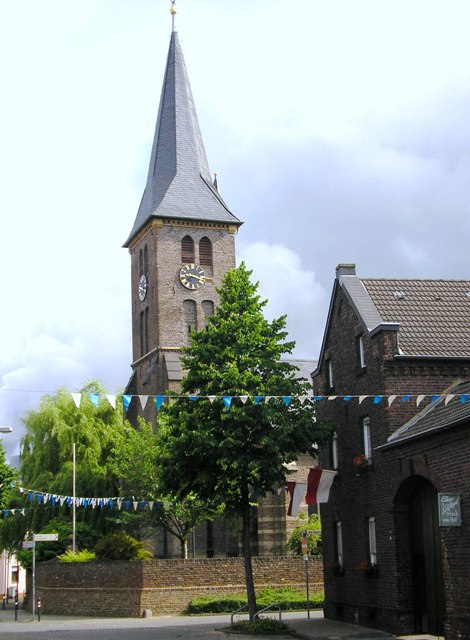
Fahnen schmücken Niederaußem zum Schützenfest.

### Kulturelle Entwicklung
Die kulturelle Entwicklung in Niederaußem geht vor allem zunächst auf die katholische Vergangenheit des Ortes zurück. Niederaußem hatte bereits um 1300 eine eigene Kirche. Die christlichen Traditionen wie die Fronleichnamsprozession werden bis heute mit großem Aufwand gepflegt. Vor allem für den Glauben aber auch für Sitte und Heimat gründete sich am 1. Oktober 1444 die St. Katharinen-Schützenbruderschaft zu Niederaußem. Auch sie ist bis heute beständiges Kulturgut Niederaußems.
Des Weiteren ist die kulturelle Entwicklung des Ortes von der Landwirtschaft beeinflusst. Der Jahresablauf im Arbeitsleben aber auch im Brauchtum richtete sich nach Saat und Ernte. Daraus entwickelten sich im weiteren Sinne Bräuche wie das Maifest.
Nach dem Zweiten Weltkrieg kamen durch Flucht und Vertreibung auch evangelische Christen mit ihren eigenen Sitten und Bräuchen nach Niederaußem. Niederaußem wuchs auf mehrere Tausend Einwohner an. Die einstigen Bräuche und Vereine, die auf einen großen Zusammenhalt im früher kleinen Bauerndorf angewiesen waren, hatten es zunehmend schwerer, so konnten sich neue Bräuche wie der zuvor hier nur wenig gefeierte Karneval etablieren, in dem heute auch alte Vereine mitwirken.

### Regelmäßige Veranstaltungen
- Jedes Frühjahr wird ein großes Schützenfest mit Festumzug gefeiert.
- Die Karnevalsgesellschaft Fidele Geister richtet in jeder Session mehrere Karnevalssitzungen aus. Am Ende der jeweiligen Karnevalssession geht der große Umzug am Sonntag vor Rosenmontag mit bis zu 800 Teilnehmern durch den Ort.
- Am 30. April eines jeden Jahres findet in der sogenannten „Grünen Lunge“ der Tanz in den Mai statt. Die Senatoren der KG Fidele Geister richten diese Veranstaltung aus.
- Auf Christi Himmelfahrt lädt die Fußball-Abteilung des SV Erftstolz zum Vatertagsfest ein.
- Kirmes wird nicht mehr gefeiert. An Stelle dieses Festes ist der Tag der offenen Tür der Freiwilligen Feuerwehr Ende Mai eines jeden Jahres gerückt.
- Im Oktober lädt der Männergesangverein Cäcilia zum Fest im Oktober ein. Die KG Fidele Geister feiert mit befreundeten Karnevalisten ihr Funkenbiwak in der eigenen Wagenbauhalle.

### Dialekt

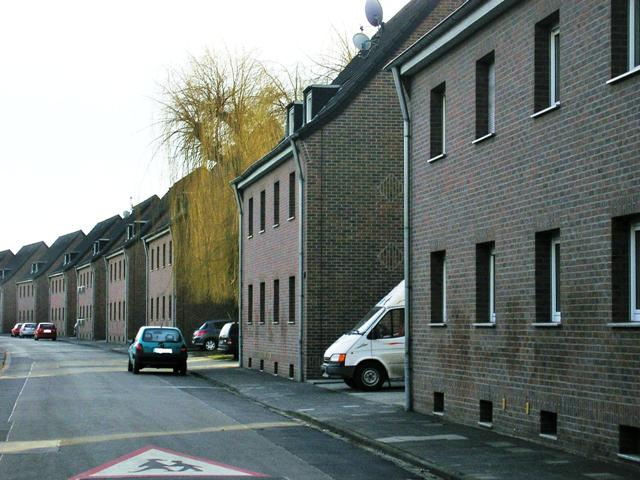
Einheitliche Bergarbeiterhäuser in Niederaußem

In Niederaußem wird der kölsche Dialekt, der eine Variante des Ripuarischen ist, gesprochen.
Wie dies für die Kölsche Sprache im ländlichen Raum üblich ist, gibt es auch in Niederoßem, wie der Ort im Dialekt heißt, einige Abweichungen und Eigenheiten zum üblichen Kölsch.

### Architektur
Das „Alte Dorf“ ist für die Region typisch von Häusern und Gehöften aus Backsteinen geprägt.
Im Ortskern gibt es auch Fachwerkbauten, wie die Alte Schmiede am Dorfplatz.
Im „Neuen Dorf“ gibt es einige Straßenzüge, die von einheitlichen Bergarbeiter-Häusern geprägt sind.

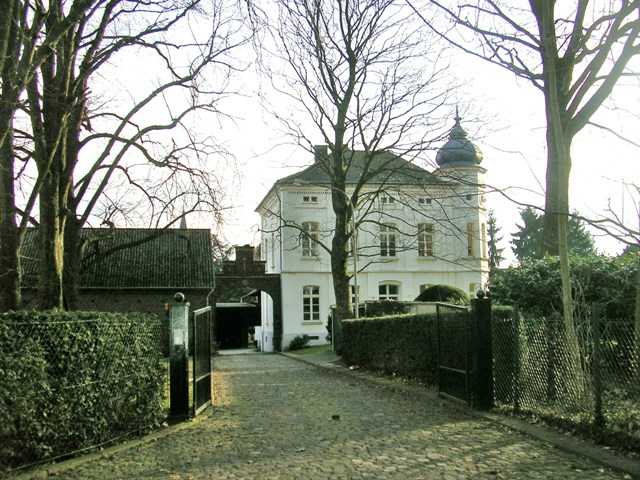
Gut Meulshof in Niederaußem

Bauwerke
- Kraftwerk Niederaußem
- St. Johann Baptist (Niederaußem)
- St. Paulus (Niederaußem)
- Erlöserkirche (Niederaußem)
- altes Schulgebäude
- kleiner Mönchshof
- Gut Meulshof

## Grünanlagen/Naherholung

### Parks

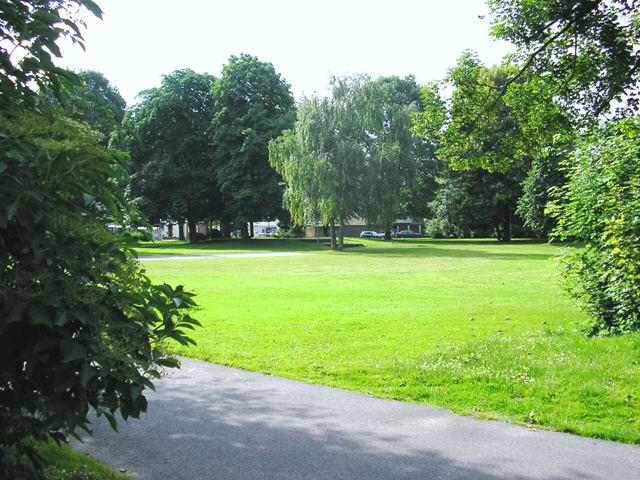
„Grüne Lunge“ in Niederaußem

1965 wurde an Stelle eines ehemaligen Gutshof eine Parkanlage angelegt. Er trägt den Namen „Grüne Lunge“ und dient als Ausgleich für die Großindustrie vor Ort. Der Park ist von großen Wiesen mit geschwungenen Spazierwegen dominiert. Bis ins Jahr 2008 lag eine Teichanlage mit Fontäne im Zentrum der Grünen Lunge. An dessen Stelle heute ein Wasserspielplatz errichtet wurde. Die in der Anlage am häufigsten angepflanzten Parkbäume sind Platane, Kastanie, Birke und Eibe.
Ein zweiter Park befindet sich im Osten Niederaußems. Er bildet in seiner Gestaltung einen Kontrast zur Grünen Lunge. Die Anlage ist waldähnlich und langgezogen angelegt. In ihr befindet sich sowohl ein Rodelhügel als auch ein Abenteuerspielplatz.

### Friedhof

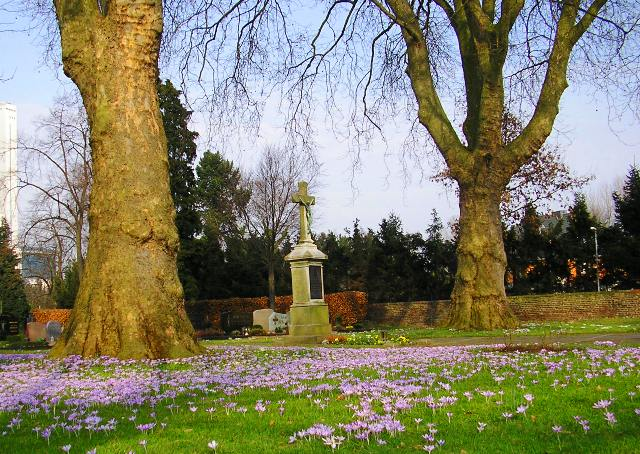
Friedhof Niederaußem

In Niederaußem gibt es einen städtischen Friedhof mit Leichenhalle und Friedhofskapelle. Der Friedhof verfügt über zum Teil historische Grabmäler und über alten Baumbestand. Es gibt Doppelgräber, Einzelgräber, Tiefengräber und Urnengräber. Es ist geplant, Möglichkeiten für alternative Bestattungen zu schaffen. So sollen beispielsweise Urnenfelder auf einer zentralen Wiese angelegt werden.

### Naherholung
Direkt an den Ort grenzt die Wiedenfelder Höhe. Sie ist eine 126 Meter hohe rekultivierte Hochkippe. Auf ihr verlaufen zahlreiche Wander- und Radwege.
Niederaußem ist an das regionale und überregionale Radwegenetz angeschlossen.

## Sport
Niederaußem ist Heimat des größten Bergheimer Sportvereins, des SV Erftstolz e. V. Niederaußem 1926. Über 2300 Sportler trainieren in den Abteilungen Fußball, Schwimmen, Turnen – Tanzen – Leichtathletik und Tennis.
Die Fußballer laden jährlich zum Turnier „Ein Dorf spielt Fußball“ alle Hobbymannschaften aus Niederaußem ein. Das Gegenstück ist das Dorfhallenturnier im Winter.
Die Schwimmabteilung mit 1300 Mitgliedern ist größter Schwimmverein im Rhein-Erft-Kreis und rangiert auch in NRW unter den TOP 30 der größten Schwimmvereine. Die Schwimmabteilung des Erftstolz war maßgeblich daran beteiligt, einen Trägerverein für die Übernahme der städtischen Schwimmbäder in Quadrath-Ichendorf, Glesch und Zieverich zu gründen. Außerdem betreiben die Schwimmer das Hallenbad der Stadt Elsdorf in Eigenregie.
Bei den Turnern starten die Mutter-und-Kind-Gruppen bereits ab einem Jahr. Bei den Leichtathleten wird jährlich das Deutsche Sportabzeichen abgenommen.
Die Tennisabteilung betreibt eine eigene Tennisanlage mit acht Plätzen und Clubhaus.
Weitere Sportvereine in Niederaußem sind der Handballclub Außem, die RWE-Betriebssportgemeinschaft sowie mehrere Hobbyfußballmannschaften.

## Städtepartnerschaft

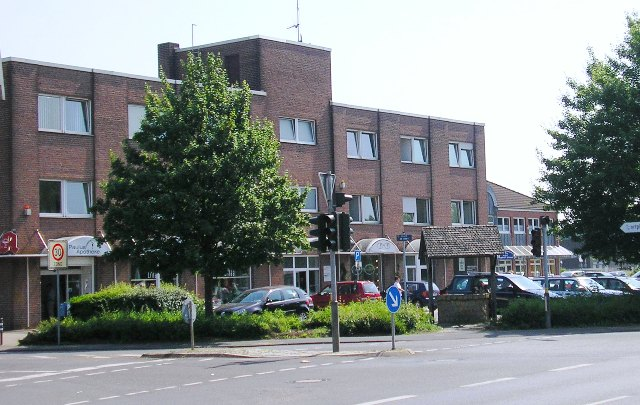
Der Place de Briey erinnert an die gleichnamige Partnerstadt

Die Gemeinde Niederaußem war eine der ersten deutschen Kommunen, die eine Partnerschaft mit einer französischen Stadt einging. Bereits seit 1957 bestehen die Kontakte mit der lothringischen Stadt Briey.
Von der auch heute noch lebendigen Partnerschaft der beiden Orte zeugen in Niederaußem zahlreiche Namen,
wie beispielsweise
- Place de Briey
- Brieystraße
- Lothringer Ring
- Metzstraße
- Nancystraße

Die Albert-Einstein-Realschule betreibt im Rahmen des Französisch-Unterrichts einen regelmäßigen Schüleraustausch mit Briey.